# Володийовські

варіант гербу Корчак

Володийовські гербу Корчак — український та польський шляхетський рід.

## Представники
- Костянтин
- Петро
- Михайло (Міхал)
- Юрій
- Фридро Костюк — у 1578 році дідич Гиньківців[1]
- Анна — дружина Станіслава Маковецького — гродського судді Кам'янця, як посаг отримала маєток у Свистівці.